# 1er Match des étoiles du championnat de France de hockey sur glace
Match suivant
Le All-Star Game de la Ligue Magnus 2018 est le 1er Match des étoiles du hockey français. Celui-ci se déroule à Bordeaux, à la Patinoire de Mériadeck le 2 février 2018, sur la patinoire des Boxers de Bordeaux.
A l'instar du Match des étoiles de la Ligue nationale de hockey, l'AJPH met en place quatre équipes représentant chacune 3 équipes de la Saxoprint Ligue Magnus. Les quatre équipes sont l'équipe Nord-Ouest (Amiens, Angers et Rouen), l'équipe Nord-Est (Épinal, Mulhouse et Strasbourg), l'équipe Métropoles du Sud (Bordeaux, Lyon et Nice) et enfin l'équipe Sud Alpes (Chamonix, Gap et Grenoble).

## Formule de jeu
Les matchs se jouent à trois contre trois. Chacune des équipes doit aligner six attaquants, trois défenseurs et deux gardiens dont 5 joueurs formés localement. Chacune des 12 équipes de la Ligue Magnus doit être représentée par au moins un joueur.

## Formations
Voici la liste des différents joueurs sélectionnés pour le match des étoiles. Les entraîneurs sont annoncés à une semaine de l'évènement. Chacun d'eux est assisté par un ancien international français.

### Nombre de sélectionnés par équipe et par nationalité
| Amiens | Angers | Bordeaux | Chamonix | Épinal | Gap | Grenoble | Lyon | Mulhouse | Nice | Rouen | Strasbourg |
| ------ | ------ | -------- | -------- | ------ | --- | -------- | ---- | -------- | ---- | ----- | ---------- |
| 3      | 3      | 6        | 1        | 7      | 4   | 6        | 3    | 2        | 2    | 5     | 1          |

| CAN | CZE | FRA | RUS | SLO | SVK | USA |
| --- | --- | --- | --- | --- | --- | --- |
| 14  | 3   | 21  | 1   | 2   | 1   | 2   |

### Équipe Nord-Ouest
| Joueur                       | Équipe                              | Position             |
| ---------------------------- | ----------------------------------- | -------------------- |
| Fabrice Lhenry               | Dragons de Rouen                    | Entraîneur           |
| Jonathan Zwikel              | Jonathan Zwikel                     | Entraîneur assistant |
| Danick Bouchard              | Ducs d'Angers                       | Attaquant            |
| Loïc Lampérier               | Dragons de Rouen                    | Attaquant            |
| Jérémie Romand               | Gothiques d'Amiens                  | Attaquant            |
| Clément Masson               | Ducs d'Angers                       | Attaquant            |
| Nicolas Ritz                 | Dragons de Rouen                    | Attaquant            |
| Marc-André Thinel (C)        | Dragons de Rouen                    | Attaquant            |
| Florian Chakiachvili         | Dragons de Rouen                    | Défenseur            |
| Patrick Coulombe             | Ducs d'Angers                       | Défenseur            |
| Chad Langlais                | Dragons de Rouen                    | Défenseur            |
| Henri-Corentin Buysse        | Gothiques d'Amiens                  | Gardien de but       |
| Matija Pintarič Lucas Savoye | Dragons de Rouen Gothiques d'Amiens | Gardien de but       |

### Équipe Nord-Est
| Joueur              | Équipe                     | Position             |
| ------------------- | -------------------------- | -------------------- |
| Brad Gratton        | Gamyo Épinal               | Entraîneur           |
| Eddy Ferhi          | Eddy Ferhi                 | Entraîneur assistant |
| Matt Carter         | Gamyo Épinal               | Attaquant            |
| Valérian Mathieu    | Étoile noire de Strasbourg | Attaquant            |
| Ryan McDonough      | Gamyo Épinal               | Attaquant            |
| Alex Nikiforuk      | Gamyo Épinal               | Attaquant            |
| Robin Soudek        | Gamyo Épinal               | Attaquant            |
| Yorick Treille (C)  | Scorpions de Mulhouse      | Attaquant            |
| Kévin Hecquefeuille | Scorpions de Mulhouse      | Défenseur            |
| Vincent Llorca      | Gamyo Épinal               | Défenseur            |
| Stephan Silas       | Gamyo Épinal               | Défenseur            |
| Andrej Hočevar      | Gamyo Épinal               | Gardien de but       |
| Sébastien Raibon    | Scorpions de Mulhouse      | Gardien de but       |

### Équipe Métropoles du Sud
| Joueur                           | Équipe               | Position             |
| -------------------------------- | -------------------- | -------------------- |
| Mitja Šivic                      | Lions de Lyon        | Entraîneur           |
| Patrick Francheterre             | Patrick Francheterre | Entraîneur assistant |
| Julien Correia                   | Lions de Lyon        | Attaquant            |
| / Julien Desrosiers              | Boxers de Bordeaux   | Attaquant            |
| Peter Hrehorčák Jr               | Aigles de Nice       | Attaquant            |
| Dave Labrecque                   | Lions de Lyon        | Attaquant            |
| Maxime Sauvé                     | Boxers de Bordeaux   | Attaquant            |
| Samuel Takáč                     | Lions de Lyon        | Attaquant            |
| Nicolas Besch                    | Boxers de Bordeaux   | Défenseur            |
| Patrick McEachen                 | Boxers de Bordeaux   | Défenseur            |
| Maxime Moisand (C)               | Boxers de Bordeaux   | Défenseur            |
| Clément Fouquerel Ronan Quemener | Boxers de Bordeaux   | Gardien de but       |
| Sergueï Korochoune               | Aigles de Nice       | Gardien de but       |

### Équipe Sud Alpes
| Joueur                          | Équipe                                       | Position             |
| ------------------------------- | -------------------------------------------- | -------------------- |
| Edo Terglav                     | Brûleurs de loups de Grenoble                | Entraîneur           |
| Baptiste Amar                   | Baptiste Amar                                | Entraîneur assistant |
| Maurin Bouvet Matthieu Le Blond | Rapaces de Gap Brûleurs de loups de Grenoble | Attaquant            |
| Joël Champagne                  | Brûleurs de loups de Grenoble                | Attaquant            |
| Romain Gutierrez                | Rapaces de Gap                               | Attaquant            |
| Andrew Johnston                 | Pionniers de Chamonix Mont-Blanc             | Attaquant            |
| David Rodman                    | Brûleurs de loups de Grenoble                | Attaquant            |
| Dimitri Thillet                 | Rapaces de Gap                               | Attaquant            |
| Aziz Baazzi                     | Brûleurs de loups de Grenoble                | Défenseur            |
| Tim Campbell                    | Rapaces de Gap                               | Défenseur            |
| Kyle Hardy (C)                  | Brûleurs de loups de Grenoble                | Défenseur            |
| Lukáš Horák                     | Brûleurs de loups de Grenoble                | Gardien de but       |
| Jeff Lerg                       | Rapaces de Gap                               | Gardien de but       |

Aucun gardien JFL n'est sélectionné dans l'équipe Sud-Alpes, l'écart de voix trop important a poussé les organisateurs à laisser deux gardiens non-JFL afin de ne pas dénaturer l'équipe.

## Concours d'habiletés
Cinq épreuves ont lieu en préambule des matchs, chaque épreuve rapporte des points. L'équipe vainqueur choisira sa demi-finale.

### Relais d'habileté
Cette épreuve est un ensemble de petits jeux que l'équipe entière doit réaliser. Cela commence avec un exercice de one-timer mettant aux joutes 4 joueurs de l'équipe. Ensuite le meilleur passeur doit faire 4 passes lobées, le meilleur patineur prend alors le relais pour faire un slalom, le joueur le plus technique et l'un des gardiens viennent finir avec respectivement un parcours de vitesse avec le palet et un tir en cage vide.
| Épreuve       | Nord Est                                  | Nord Ouest                                    | Sud Alpes                               | Sud Métropoles                               |
| ------------- | ----------------------------------------- | --------------------------------------------- | --------------------------------------- | -------------------------------------------- |
| One-timer     | Nikiforuk (passeur) Llorca Treille Soudek | Coulombe (passeur) Chakiachvili Romand Thinel | Le Blond (passeur) Baazzi Hardy Thillet | Labrecque (paseur) McEachen Takáč Desrosiers |
| Passes lobées | McDonough                                 | Masson                                        | Rodman                                  | Correia                                      |
| Slalom        | Silas                                     | Langlais                                      | Johnston                                | Besch                                        |
| Technique     | Mathieu                                   | Ritz                                          | Gutierrez                               | Moisand                                      |
| Gardien       | Raibon                                    | Buysse                                        | Horák                                   | Quemener                                     |
| Temps         | 2 min 18 s (0 pt)                         | 1 min 19 s (3 pts)                            | 1 min 32 s (2 pts)                      | 2 min 7 s (1 pt)                             |

### Tir le plus précis
Un tireur assisté par deux passeurs doit toucher le plus vite possible 4 cibles situées dans la cage.
| Épreuve  | Nord Est            | Nord Ouest            | Sud Alpes                 | Sud Métropoles            |
| -------- | ------------------- | --------------------- | ------------------------- | ------------------------- |
| Tireur 1 | Carter (22 s 15)    | Coulombe (22 s 91)    | Thillet (16 s 84, 3 pts)  | Labrecque (21 s 50, 1 pt) |
| Tireur 2 | Nikiforuk (30 s 35) | Lampérier (22 s 94)   | Campbell (19 s 25, 2 pts) | Desrosiers (29 s 91)      |
| Tireur 3 | McDonough (25 s 25) | Chakichvili (31 s 23) | Champagne (22 s 68)       | Moisand (29 s 31)         |

### Lancer le plus puissant
Trois joueurs par équipe ont 2 essais pour effectuer le lancer le plus puissant.
| Épreuve  | Nord Est                 | Nord Ouest                | Sud Alpes                 | Sud Métropoles          |
| -------- | ------------------------ | ------------------------- | ------------------------- | ----------------------- |
| Tireur 1 | Mathieu (135 km/h)       | Ritz (139 km/h)           | Champagne (145 km/h)      | Takáč (148 km/h, 2 pts) |
| Tireur 2 | Soudek (149 km/h, 3 pts) | Romand (144 km/h)         | Campbell (147 km/h, 1 pt) | Hrehorčák (133 km/h)    |
| Tireur 3 | Silas (147 km/h, 1 pt)   | Bouchard (147 km/h, 1 pt) | Thillet (140 km/h)        | McEachen (142 km/h)     |

### Patineur le plus rapide
En duel, les joueurs s'affrontent dans un tour de piste.
|  |               |               |               |               |               |  |  |            |            |            |            |            |  |  |        |        |        |        |        |  |  |
|  | 1/4 de finale | 1/4 de finale | 1/4 de finale | 1/4 de finale | 1/4 de finale |  |  | 1/2 finale | 1/2 finale | 1/2 finale | 1/2 finale | 1/2 finale |  |  | Finale | Finale | Finale | Finale | Finale |  |  |
|  |               |               |               |               |               |  |  |            |            |            |            |            |  |  |        |        |        |        |        |  |  |
|  |               |               |               |               |               |  |  |            |            |            |            |            |  |  |        |        |        |        |        |  |  |
|  | Llorca        | (NE)          |               |               |               |  |  |            |            |            |            |            |  |  |        |        |        |        |        |  |  |
|  | Llorca        | (NE)          |               |               |               |  |  |            |            |            |            |            |  |  |        |        |        |        |        |  |  |
|  | Masson        | (NO)          |               |               |               |  |  |            |            |            |            |            |  |  |        |        |        |        |        |  |  |
|  | Masson        | (NO)          | Masson        | (NO)          | 1 pt          |  |  |            |            |            |            |            |  |  |        |        |        |        |        |  |  |
|  |               |               |               |               |               |  |  |            |            |            |            |            |  |  |        |        |        |        |        |  |  |
|  |               |               | Moisand       | (SM)          |               |  |  |            |            |            |            |            |  |  |        |        |        |        |        |  |  |
|  | Johnston      | (SA)          | Moisand       | (SM)          |               |  |  |            |            |            |            |            |  |  |        |        |        |        |        |  |  |
|  | Johnston      | (SA)          |               |               |               |  |  |            |            |            |            |            |  |  |        |        |        |        |        |  |  |
|  | Moisand       | (SM)          |               |               |               |  |  |            |            |            |            |            |  |  |        |        |        |        |        |  |  |
|  | Moisand       | (SM)          |               |               |               |  |  |            |            | Moisand    | (SM)       | 2 pts      |  |  |        |        |        |        |        |  |  |
|  |               |               |               |               |               |  |  |            |            | Moisand    | (SM)       | 2 pts      |  |  |        |        |        |        |        |  |  |
|  |               | Bouchard      | (NO)          | 3 pts         |               |  |  |            |            |            |            |            |  |  |        |        |        |        |        |  |  |
|  | Mathieu       | Bouchard      | (NO)          | 3 pts         | (NE)          |  |  |            |            |            |            |            |  |  |        |        |        |        |        |  |  |
|  | Mathieu       |               |               |               |               |  |  |            |            |            |            |            |  |  |        |        |        |        |        |  |  |
|  | Bouchard      | (NO)          |               |               |               |  |  |            |            |            |            |            |  |  |        |        |        |        |        |  |  |
|  | Bouchard      | (NO)          | Bouchard      | (NO)          |               |  |  |            |            |            |            |            |  |  |        |        |        |        |        |  |  |
|  |               |               |               |               |               |  |  |            |            |            |            |            |  |  |        |        |        |        |        |  |  |
|  |               |               | Baazzi        | (SA)          | 1 pt          |  |  |            |            |            |            |            |  |  |        |        |        |        |        |  |  |
|  | Baazzi        | (SA)          | Baazzi        | (SA)          | 1 pt          |  |  |            |            |            |            |            |  |  |        |        |        |        |        |  |  |
|  | Baazzi        | (SA)          |               |               |               |  |  |            |            |            |            |            |  |  |        |        |        |        |        |  |  |
|  | Hrehorčák     | (SM)          |               |               |               |  |  |            |            |            |            |            |  |  |        |        |        |        |        |  |  |
|  | Hrehorčák     | (SM)          |               |               |               |  |  |            |            |            |            |            |  |  |        |        |        |        |        |  |  |

### Concours de pénaltys
Ce dernier concours est fait pour mettre en lumière les gardiens. Chaque gardien fait face à 3 tireurs (un de chaque équipe adverse), le but est bien entendu de marquer pour le joueur et d'arrêter le palet pour le gardien.
| Gardien                   | Nord Est                                                           | Nord Ouest                                     | Sud Alpes                                                        | Sud Métropoles                    |
| ------------------------- | ------------------------------------------------------------------ | ---------------------------------------------- | ---------------------------------------------------------------- | --------------------------------- |
| Raibon (Nord Est)         | -                                                                  | Lampérier (raté) Langlais (raté) Thinel (raté) | Rodman (raté)                                                    | Hrehorčák (raté) Labrecque (raté) |
| Buysse (Nord Ouest)       | Nikiforuk (marqué, 2 pts) McDonough (raté) Treille (marqué, 2 pts) | -                                              | Johnston (marqué, 2 pts) Le Blond (raté)                         | Desrosiers (raté)                 |
| Lerg (Sud Alpes)          | Mathieu (raté)                                                     | Bouchard (raté)                                | -                                                                | Mc Eachen (raté)                  |
| Horák (Sud Alpes)         | X                                                                  | Coulombe (raté)                                | -                                                                | Correia (raté) Takáč (raté)       |
| Quemener (Sud Métropoles) | Carter (marqué, 2 pts) Soudek                                      | Romand                                         | Gutierrez (marqué, 2 pts) Hardy (marqué, 2 pts) Champagne (raté) | -                                 |

### Cumul des épreuves
| Épreuve                 | Nord Est  | Nord Ouest | Sud Alpes | Sud Métropoles |
| ----------------------- | --------- | ---------- | --------- | -------------- |
| Relais d'habileté       | 0 point   | 3 points   | 2 points  | 1 point        |
| Tir le plus précis      | 0 point   | 0 point    | 5 points  | 1 point        |
| Lancer le plus puissant | 4 points  | 1 point    | 1 point   | 2 points       |
| Patineur le plus rapide | 0 point   | 4 points   | 1 point   | 2 points       |
| Concours de pénaltys    | 6 points  | 0 point    | 6 points  | 0 point        |
| Total                   | 10 points | 8 points   | 15 points | 6 points       |

Avec 15 points, l'équipe Sud Alpes remporte le concours d'habiletés et décide de jouer sa demi-finale en premier.

## Résultat des matchs
|  | Demi-finales   | Demi-finales |            |   | Finale | Finale |
|  | Demi-finales   | Demi-finales |            |   | Finale | Finale |
|  |                |              |            |   |        |        |
|  |                |              |            |   |        |        |
|  |                |              |            |   |        |        |
|  | Nord Est       | 6            |            |   |        |        |
|  | Nord Est       | 6            |            |   |        |        |
|  | Nord Ouest     | 7            |            |   |        |        |
|  | Nord Ouest     | 7            | Nord Ouest | 5 |        |        |
|  |                |              | Nord Ouest | 5 |        |        |
|  |                | Sud Alpes    | 6          |   |        |        |
|  | Sud Alpes      | Sud Alpes    | 6          | 5 |        |        |
|  | Sud Alpes      |              |            | 5 |        |        |
|  | Sud Métropoles | 2            |            |   |        |        |
|  | Sud Métropoles | 2            |            |   |        |        |

### Détail des matchs
| 2 février 20h45 | Sud Alpes | 5-2 (2-0, 3-2) | Sud Métropoles |  |

| Feuille de match             | Feuille de match | Feuille de match            | Feuille de match                                                        | Feuille de match |
| ---------------------------- | --- | --------------------------- | ----------------------------------------------------------------------- | ---------------- |
|                              | Thillet (Campbell) — 1 min 45 s Champagne (Rodman) — 2 min 54 s Johnston (Baazzi) — 12 min 13 s - Baazzi (Johnston) — 14 min 35 s Le Blond — 15 min 7 s - | 1-0 2-0 3-0 3-1 4-1 5-1 5-2 | - McEachen (Takáč, Desrosiers) — 12 min 29 s - Desrosiers — 16 min 23 s |                  |
| Lerg (10 min) Horák (10 min) | Gardiens | Quemener                    |                                                                         |                  |
|                              | |                             |                                                                         |                  |
|                              | |                             |                                                                         |                  |

| 2 février 21h30 | Nord Est | 6-7 (4-2, 2-5) | Nord Ouest |  |

| Feuille de match | Feuille de match | Feuille de match                                    | Feuille de match | Feuille de match |
| ---------------- | --- | --------------------------------------------------- | --- | ---------------- |
|                  | Nikiforuk (Mathieu) — 1 min 28 s - Treille (McDonough) — 3 min 50 s Mathieu (Nikiforuk) — 4 min 31 s - Llorca (Carter) — 4 min 50 s - Soudek (Nikiforuk) — 12 min Carter (Llorca) — 14 min 27 s - | 1-0 1-1 2-1 3-1 3-2 4-2 4-3 5-3 6-3 6-4 6-5 6-6 6-7 | - Ritz (Romand) — 2 min 5 s - Romand — 4 min 36 s - Masson (Ritz) — 10 min 35 s - Bouchard (Masson) — 15 min 3 s Coulombe (Bouchard) — 15 min 20 s Langlais (Thinel, Lampérier) — 17 min 26 s Ritz (Chakiachvili) — 18 min 39 s |                  |
| Raibon           | Gardiens | Buysse                                              | |                  |
|                  | |                                                     | |                  |
|                  | |                                                     | |                  |

| 2 février 22h15 | Nord Ouest | 5-6 (TB) (3-1, 2-4, 0-1) | Sud Alpes |  |

| Feuille de match | Feuille de match | Feuille de match                            | Feuille de match | Feuille de match |
| ---------------- | --- | ------------------------------------------- | --- | ---------------- |
|                  | Thinel (Lampérier, Langlais) — 2 min 13 s Masson (Coulombe) — 3 min 17 s Thinel (Langlais, Lampérier) — 6 min 23 s - Langlais (Thinel) — 11 min 1 s - Coulombe (Romand) — 19 min 25 s (JS) - | 1-0 2-0 3-0 3-1 4-1 4-2 4-3 4-4 4-5 5-5 5-6 | - Champagne — 8 min 36 s - Rodman — 12 min 36 s Gutierrez (Campbell, Thillet) — 14 min 50 s Hardy (Rodman, Champagne) — 16 min 59 s Campbell — 19 min 18 s - Johnston — 20 min (TB) |                  |
| Buysse           | Gardiens | Lerg Horák                                  | |                  |
|                  | |                                             | |                  |
|                  | |                                             | |                  |